# فيفتي فيفتي (برنامج)
فيفتي فيفتي، برنامج مسابقات عرض مرتين في الأسبوع، كل يوم خميس وجمعة على التلفزيون المصري. قدمه الإعلامي المصري أشرف رياض. وهو نسخة المصرية لبرنامج "Fifty-Fifty" الذي عرض في دول عدة حول العالم ويحاكي برنامج من سيربح المليون. الجائزة المقدمة في البرنامج قد تصل إلى 250.000 جنيه مصري.
بدأ البرنامج في 05 نوفمبر 2010 وتم تسجيل حلقاته في استوديوهات القناة في مدينة مدينة الإنتاج الإعلامي بالقاهرة.

## طريقة التسابق في البرنامج
يتألف البرنامج من ثلاثة مراحل هي:

### المرحلة الأولى
بهذه المرحلة ثلاثة فرق، كل فريق مؤلف من شخصين. المقدم يطرح عدد من الأسئلة على الفرق، والذي يعرف الإجابة عليه الضغط على الشاشة الموجودة أمامه بأسرع وقت ممكن. ولكن ليس المتسابق الذي قام بالضغط على الشاشة الذي سيجيب على السؤال، بل شريكه المرافق والذي يقف خلفه.
إذا كان الجواب صحيح، يحصل الفريق على 200 نقطة. أما إذا الأجابة كانت خاطئة، فيتم تقاسم النقاط بين الفريقيان الآخران، 100 نقطة لكل واحد. يتأهل الفريق الحاصل على أكبر عدد من النقاط إلى الجولة التالية.

### المرحلة الثانية
هذه المرحلة مؤلفة من عشرة أسئلة، خمسة لكل عضو في الفريق. وكل سؤال له قيمة معينة، وهي على النحو التالي:
- السؤال الأول • 500 جنيه مصري 
- السؤال الثاني • 500 جنيه مصري
- السؤال الثالث • 1.500 جنيه مصري
- السؤال الرابع • 1.500 جنيه مصري
- السؤال الخامس • 2.000 جنيه مصري 
- السؤال السادس • 2.000 جنيه مصري
- السؤال السابع • 3.000 جنيه مصري
- السؤال الثامن • 3.000 جنيه مصري
- السؤال التاسع • 5.000 جنيه مصري
- السؤال العاشر • 6.000 جنيه مصري
- المجموع • 25.000 جنيه مصري

من يجيب بشكل صحيح على أول خمسة أسئلة يكسب قيمة السؤال، أما إذا كان الجواب خاطئ، الفريق يخسر نصف المبلغ الموجود في رصيدهم. المتسابق الذي يَطرح عليه السؤال لديه الوقت لتفكير قبل إعطاء الإجابة. بعد
أن يختار الإجابة وتثبيتها، المقدم ينتقل للمتسابق الثاني، ويعطيه 10 ثوان لكي يؤكد إجاية المتسابق الأول أو اختيار الأحتمال الثاني.
بعدها يجيبون على آخر خمسة أسئلة، ولكن لا يعرفون إذا الإجابة صحيحة أم لا وينتقلوا للمرحلة الأخيرة.

### المرحلة الثالثة والأخيرة
في هذه المرحلة، يطلب المقدم من الفريق أن يقدروا عدد الإجابات الصحيحة والخاطئة من الأسئلة الخمسة الأخيرة التي طرحت في المرحلة السابقة. إذا كان توقعهم غير سليم، يخسرون نصف الحاصلين عليه وإذا كان صحيح فيأخذون كل ما حصلوا عليه.
للفوز بجائزة البرنامج، يجب الإجابة على كل أسئلة البرنامج بشكل صحيح دون أي خطأ.

## وصلات خارجية
- صفحة البرنامج الرسمية

1. ↑   http://dbpedia.org/resource/50–50_(game_show). اطلع عليه بتاريخ 2020-04-19. {{استشهاد ويب}}: |url= بحاجة لعنوان (مساعدة) والوسيط |title= غير موجود أو فارغ (من ويكي بيانات) (مساعدة)